# Ashlyn (album)
Ashlyn è il primo album in studio della cantante statunitense Ashe, pubblicato nel 2021.

## Tracce
1. Till Forever Falls Apart (with Finneas) – 3:43
2. I'm Fine – 2:16
3. Love Is Not Enough – 3:09
4. When I'm Older – 2:50
5. Me Without You – 3:09
6. Save Myself – 3:44
7. Taylor – 2:48
8. Not Mad Anymore – 3:43
9. Always – 3:35
10. Moral of the Story – 3:21
11. Serial Monogamist – 3:08
12. Ryne's Song – 4:01
13. Kansas – 4:17
14. Moral of the Story (featuring Niall Horan) (bonus track) – 3:19